# Turuntaevo
Turuntaevo (in russo Турунтаево?, in buriato Турантай) è un villaggio della Russia asiatica, in Siberia Orientale. È situato nella Repubblica autonoma della Burazia e appartiene al rajon Pribajkal'skij del quale è il centro amministrativo.
È situato su entrambe le sponde del fiume Itanca (affluente della Selenga), 52 km a nord di Ulan-Udė.